# Бриджит Фонда
Бриджит Джейн Фонда (на английски: Bridget Jane Fonda) е американска актриса, номинирана за награди Еми и Златен глобус.

## Биография
Бриджит Фонда е родена в Лос Анджелис, Калифорния в семейство на актьори, сред които – нейният дядо Хенри Фонда, баща ѝ Питър Фонда и леля ѝ Джейн Фонда. Майка ѝ Сюзан е художничка. Родителите на Фонда се развеждат и баща ѝ се жени повторно за Порша Ребека Крокет (бивша съпруга на писателя Томас Макгуейн).
Фонда учи в девическото училище Уестлейк (Westlake School for Girls) в Лос Анжелис. Изучава актьорско майсторство в Нюйоркския университет и в театралния институт „Лий Страсберг“.
На 29 ноември 2003 г. Фонда се омъжва за музиканта Дани Елфман. Двамата имат син, Оливие (р. 2005 г.).

## Избрана Филмография
| Година | Заглавие на български | Оригинално заглавие    | Роля                              | Режисьор                     | Бележки |
| ------ | --------------------- | ---------------------- | --------------------------------- | ---------------------------- | ------- |
| 1989   | „Скандал“             | Scandal                | Манди Райс-Дейвис                 | номинация за „Златен глобус“ |         |
| 1990   | „Кръстникът 3“        | The Godfather Part III | Грейс Хамилтън                    |                              |         |
| 1992   | „Неомъжена бяла жена“ | Single White Female    | Алисън Джонс                      |                              |         |
| 1992   | „Сингълс“             | Singles                | Джанет Ливърмор                   |                              |         |
| 1993   | „Терористката“        | Point of No Return     | Маги Хауард/Клаудиа Ан Доран/Нина |                              |         |
| 1993   | „Малкият Буда“        | Little Buddha          | Лиза Конрад                       |                              |         |
| 1994   | „Пътят към Уелвил“    | The Road to Wellville  | Елеанор Лайтбоди                  |                              |         |
| 1996   | „Кметството“          | City Hall              | Мерибет Коган                     |                              |         |
| 1997   | „Джаки Браун“         | Jackie Brown           | Мелани Ралстън                    |                              |         |
| 2002   | „Снежната Кралица“    | Snow Queen             | Снежната Кралица                  |                              |         |